# 유지 (성양공왕)
성양공왕 유지(城陽恭王 劉祉, 기원전 7년 ~ 기원후 35년)는 후한의 종실이자 제후왕이다. 첫 이름은 종(終), 자는 거백(巨伯)이다. 후한 광무제의 족형으로, 광무제가 속한 용릉절후 가문의 적손이다.

## 생애
아버지 용릉후 유창이 족형 안중후 유숭과 친했는데, 전한 거섭 원년(6년) 유숭이 왕망에 대항해 거병하고 망하자 두려워 자기 세력을 늘리기 위해 유지를 고릉후 적선의 딸과 결혼하게 했다. 적선의 동생 적의가 거섭 2년(7년)에 왕망에 반대하는 반란을 일으켜 아내는 남양군에 사로잡혀 처형되고 자신도 연좌돼 갇혔다. 유창은 아들을 구하기 위해 사죄하고 자기 종족을 앞장서 종군하게 했다. 왕망도 섭정한 지 얼마 안 돼 종실을 위무할 필요가 있어서 죽음을 면했다. 왕망이 신나라를 세우면서 전한의 후작들은 자작으로 깎이고, 결국은 작위를 잃었다. 유창이 죽자 관직에 나아가지 못하고 아전{吏}이 되었다. 그래도 용릉후의 적자고 행실이 순후해 종실들의 존경을 받았다.
족형제 유인과 후한 광무제 형제가 거병하자(용릉병) 형제들과 함께 가담했고, 남은 가족들은 전수대부 진부에게 사로잡혀 옥에 갇혔다. 유인이 소장안취에서 진부와 전수속정 양구사에게 대패했을 때 퇴각해 극양(棘陽)을 지켰다. 어머니와 동생과 처자는 모두 진부에게 살해됐다. 용릉병이 가담한 녹림군에서 족제 한 경시제를 황제로 세우면서 태상장군이 됐고 용릉후를 회복했다. 경시제가 입관하고 제후왕들을 세우면서 정도왕(定陶王)에 봉해졌다. 경시 3년(25년) 방망 등이 왕망이 폐위한 전한의 마지막 황제(형식상으로는 태자) 유자영을 임경에서 옹립하자, 별장으로서 이를 격파했다.
이해 10월에 경시제 정권이 적미군의 공격을 이겨내지 못하고 항복하자, 몰래 달아나 낙양으로 가 광무제에게 속했다. 광무제의 환대를 받아 건무 2년(26년) 성양왕에 봉해졌고 왕의 용품을 하사받았으며, 아버지도 용릉강후(-康侯)로 추증되었다. 건무 11년(35년), 병이 들자 성양왕의 인수를 반납하고 선조의 제사를 받들고자 했다. 광무제의 문병을 받았다. 결국 이해에 43세로 병사했다. 시호를 공왕(恭王)으로 하고, 봉국이 아닌 낙양 북망에 안장되었다.

## 출전
범엽: 《후한서》 권14 종실사왕삼후열전 중 성양공왕
| 선대 (폐지) (15년 전, 전한) 아버지 유창 | 현한의 용릉후 23년 - 24년 | 후대 (폐지, 정도왕으로 승작) |

| 선대 (용릉후에서 승작) | 현한의 정도왕 24년 - 25년 | 후대 (폐지, 현한 멸망) |

| 선대 (첫 봉건) | 후한의 성양왕 26년 - 35년 | 후대 (55년 후) 성양회왕 유숙 |